# Bouga (rappeur)
Pour les articles homonymes, voir Bouga.
Bouga, de son vrai nom Madjid Boughachiche, est un rappeur et chanteur français originaire de Marseille. Il est principalement connu pour sa chanson Belsunce Breakdown, titre de la bande originale du film Comme un aimant, morceau classé plusieurs semaines dans les meilleures ventes en France et en Belgique.

## Biographie
Bouga est originaire de Marseille, dans les Bouches-du-Rhône. Il grandit dans le quartier de Belsunce.
Il compose en 2000 la chanson Belsunce Breakdown, titre de la bande originale du film Comme un aimant, classée plusieurs semaines dans les meilleures ventes en France et en Belgique. La chanson est également certifiée disque d'or. Bouga confie que : « Pour ce titre, Belsunce Breakdown, j'ai rassemblé toutes les petites phrases qui me venaient dans la journée en pensant à mon quartier et que j'écrivais sur des bouts de papier. Quand Akhenaton (le chanteur d'IAM) m'a demandé de faire un truc pour la bande originale de son film, Comme un Aimant, j'ai mis les petites phrases bout à bout et ça a fait le titre. »
En 2006, il présente une web-émission culturelle sur Cosca Network, Cosca TV, créée par Nadia et jeremyFreeAgent,.
En décembre 2014, Bouga rejoue Belsunce Breakdown version fanfare.
Il est à l'origine du projet Chroniques de Mars 3, sorti en 2023.

## Discographie

### Apparitions
- 1999 : Bouga - C'est la Tactique du Porc-Epic (sur la mixtape La Cosca)
- 1999 : Bouga Feat Freeman, Tony, Paco, Soprano et Brigand - Libre Style (part 2) (sur la mixtape La Cosca)
- 2000 : Bouga - Belsunce Breakdown sur la bande originale du film Comme un Aimant d'Akhenaton
- 2001 : Ishtar feat. Bouga, Dida - C'est la vie (pour le film La Vérité si je mens ! 2)
- 2004 : Bouga - Le taulier vous dit merci (sur la compilation OM All Stars)
- 2005 : Akhenaton feat. Bouga - Supa Bad (sur l'album d'Akhenaton Double Chill Burger)
- 2006 : Bouga feat. Veust Lyricist - Les frères Castagne (sur la mixtape La Cosca Team Vol.2)
- 2006 : Bouga - Cui Cui (sur la mixtape La Cosca Team Vol.2)
- 2006 : Bouga feat. L'Algérino, Akhenaton, Shurik'n, Freeman, Saïd, Don Vicenzo, Soprano, Alonzo, Veust Lyricist & Sako - La ronde (sur la mixtape La Cosca Team Vol.2
- 2006 : Bouga feat. Le Rat Luciano, L'Algérino & Psy 4 de la Rime - Marseille All Star (sur la compilation d'Alibi Montana Crise des Banlieues Vol.2)
- 2007 : Bouga - Ne m'en voulez pas (sur la mixtape IAM Official Mixtape d'IAM
- 2007 : Bouga feat. Cheb Aïssa - Aime-moi ce soir (sur la compilation d'Imhotep Chronique de Mars Vol.2)
- 2007 : Bouga - B.O.U.G.A. (sur la compilation Opinion sur Rue Vol.3)
- 2007 : Bouga feat. Incontrolable, Carpe Diem, Hors d’atteinte & Black Marché - Freestyle (sur la compilation Marseille Connexion part 2)
- 2009 : Bouga - Intro (sur la compilation Maghreb United de Rim-K du 113)
- 2010 : Sya_Styles & Bouga - "Où sont les..."
- 2011 : Bouga feat. Mazen (Zbatata) & Sadik Asken - Frenchkick (sur la compilation PMP Vol.2 - Paris/Marseille Project' de Dk Prod)
- 2014 : Pitchouno feat. D. Train, Bouga & Moox - On est au max (sur l'album Look d'enfer de Sébastien Patoche)
- 2023 : Bouga, Heytem & MOH - Les Tontons Flingueurs (sur Chroniques de Mars 3)
- 2024 : Sogof, Bouga, Driss - Tous les jours (sur l’album Sous-France de Sogof)

## Filmographie
- 2009 : Les Barons de Nabil Ben Yadir